# Physella spelunca
Physella spelunca es una especie de molusco gasterópodo de la familia Physidae en el orden de los Basommatophora.

## Distribución geográfica
Es  endémica de Estados Unidos.    